# Onychothemis
Die Onychothemis ist die einzige Libellengattung der Unterfamilie Onychothemistinae aus der Familie der Segellibellen. Das Verbreitungsgebiet ihrer fünf Arten erstreckt sich über Südostasien.

## Bau der Imago
Die mittelgroßen Tiere sind robust gebaut. Ihr Hinterleib (Abdomen) ist leuchtend gefärbt. Im Kontrast dazu ist ihr Brustkorb (Thorax) metallisch glänzend dunkel. Die Aderung ihrer Flügel ist hoch entwickelt. Unter anderem haben sie sehr viele Antenodaladern. Dabei ist die letzte Antenodalader im Vorderflügel unvollständig, reicht also nicht von der Costalader bis zur Radiusader.

## Innere Systematik
Folgende Arten werden zu Onychothemis gezählt: 
- Onychothemis abnormis
- Onychothemis celebensis
- Onychothemis coccinea
- Onychothemis culminicola
- Onychothemis testacea
- Onychothemis tonkinensis